# Я — не робот
Я — не робот (кор. 로봇이 아니야) — це південнокорейський серіал 2017 року, що розповідає історію про Кім Мін Кю, який з метою позбутися самотності бере на тест робота Ачі3, за яким приховується справжня людина, Чо Чі А. Серіал показувався на південнокорейському телеканалі «MBC» щосереди та щочетверга з 6 грудня 2017 року по 25 січня 2018 року. У головних ролях Ю Син Хо, Чхе Су Бін та Ом Кі Джун.

## Сюжет
Кім Мін Кю, найбільший акціонер найбільшої вітчизняної фінансової компанії, не може зустрічатись із дівчатами через свою алергію на людей. При контакті з людьми його починає висипати по всьому тілу та починаються проблеми з диханням. Через це Кім Мін Кю навіть починає ненавидіти людей. Одного дня до його дому доставляють робота Ачі3, але він не знає, що цей робот є людиною на ім'я Чо Чі А. Чі А вдає із себе робота через власні причини…

## Акторський склад

### Головні актори
- Ю Син Хо у ролі Кім Мін Кю. 
  - Він є найбільшим акціонером найбільшої вітчизняної фінансової компанії (KM Finance). Також він має чудовий розум, гарну зовнішність та фізично сильний. Кім Мін Кю живе сам у великому маєтку та рідко покидає його, тому почали ширитись чутки про його приватне життя. Він має алергію, при які починаються сильний висип при дотику з людьми, через це Мін Кю ніколи не зустрічався з дівчатами. Але одного дня до його дому доставляють робота, для якого він стає майстром.
- Чхе Су Бін у ролі Чо Чі А/Ачі 3. 
  - Чо Чі А має низький рівень IQ 94, але при цьому має високий рівень EQ. Вона завзятий підприємець, яка мріє про створення корисних речей, яких потребують люди. Чі А простодушна та чутлива, вона легко забуває свою провали, але ніколи не забуває про свої успіхи. Вона не знає, як мило поводитися з хлопцями. І так проходило її життя, поки одного дня не зателефонував її колишній хлопець із божевільною пропозицією щодо роботи на неповний робочий день.
  - Ачі 3 є третьою версією лінійки роботів Ачі та містить штучний інтелект. Якщо робот завершить процес глибокого навчання в розпізнаванні людських емоції, то невідомо, наскільки добре він зможе відтворювати людську поведінку. Ачі 3 — це найпродвинутіший робот серед всіх роботів, що наявні зараз у світі, з потужним ШІ, який використовує обчислювальні можливості суперкомп'ютера. Бази даних Ачі 3 містять лише початкову інформації про людські емоції, а отже робот потребує взаємодії з людьми, щоб навчатися та розширювати свої дані.
- Ом Кі Джун у ролі Хон Пек Кюн. 
  - Хон Пек Кюн — це геніальний роботехнік, що створив робота Ачі 3, який має найпродвинутіший штучний інтелект у світі. Однак, незважаючи на це, він взагалі не розбирається у відносинах. Навіть, зі своїми високим IQ, Пек Кюн не може зрозуміти «шоу знайомств» і він досі не знає чому його кинула дівчина. Він зробив одну помилку, коли розробляв Ачі 3 — це використав для дизайну робота зовнішність своєї колишньої дівчини. Пек Кюн не міг передбачити, які проблеми в майбутньому викличе це рішення.

### Другорядні актори

#### Santa Maria Team
- Пак Се Ван у ролі Пха І.
- Сон Че Рьон у ролі Хок Тхаль.
- Кім Мін Кю у ролі Ссан Іп.

#### Сім'я Чі А
- Со Тон Вон у ролі Чо Чін Пе, старшого брата Чі А.
- Юн Со Мі у ролі Хон Чу.
- Лі Хан Со у ролі Чо Тон Хьон.

#### Найближчі особи до Кім Мін Кю
- Кім Ха Кьон у ролі дворецького Сон Чіп Са.
- Ом Хьо Соп у ролі доктора О Пак Са.

#### KM Finance
- Кан Кі Йон у ролі Хван Ю Чхоль, представника KM Finance.
- Лі Пьон Чун у ролі Є Сон Тхе.
- Сон Пьон Хо у ролі Хван То Вон, президента KM Finance.

#### Інші
- Хван Син Он у ролі Є Рі Ель, першого кохання Мін Кю.
- Лі Мін Чі у ролі Сон Хє, подруги Чі А, яка є консультантом із кохання.

## Оригінальні звукові доріжки

### Повний альбом
| Я — не робот (Original Television Soundtrack) Диск 1 | Я — не робот (Original Television Soundtrack) Диск 1 | Я — не робот (Original Television Soundtrack) Диск 1 | Я — не робот (Original Television Soundtrack) Диск 1 |
| #                                                    | Назва                                                | Виконавець                                           | Тривалість                                           |
| ---------------------------------------------------- | ---------------------------------------------------- | ---------------------------------------------------- | ---------------------------------------------------- |
| 1.                                                   | «Something»                                          | Сон Хун (Brown Eyed Soul)                            | 3:18                                                 |
| 2.                                                   | «날 알아줄까»                                        | Стелла Чан                                           | 3:36                                                 |
| 3.                                                   | «마음의 말»                                          | Кім Йон Чі                                           | 5:02                                                 |
| 4.                                                   | «마음 다해 사랑하는 일»                              | 담소네공방 (Тамсонеґонбан)                           | 3:45                                                 |
| 5.                                                   | «여기 서 있어»                                       | JUNIEL                                               | 4:05                                                 |
| 6.                                                   | «천천히 할래»                                        | Vincent Blue (Кім Мін Син)                           | 4:03                                                 |
| 7.                                                   | «천 번을 말해도»                                     | 더 히든 (The Hidden)                                 | 4:17                                                 |
| 8.                                                   | «로봇이 아니야»                                      | Чон Се Рін                                           | 3:32                                                 |
| 9.                                                   | «그리고 너는 혼자가 아니야»                          | Чон Се Рін                                           | 3:05                                                 |
| 10.                                                  | «가장 소중한 보물»                                   | Чон Се Рін                                           | 1:59                                                 |
| 11.                                                  | «그 로봇이 사람이길 바랬던 사람»                     | Чон Се Рін                                           | 3:25                                                 |
| 12.                                                  | «너는 나의 단 한사람»                                | Чон Се Рін                                           | 2:24                                                 |
| 13.                                                  | «하이! 아지3»                                        | Лі Юн Джі                                            | 1:37                                                 |
| 14.                                                  | «의장님 출근하십니다»                                | Ку Бон Чхун                                          | 1:21                                                 |
| 15.                                                  | «인간 알러지»                                        | Чу Ін Ро                                             | 1:19                                                 |
| 16.                                                  | «마이너스 2점!»                                      | Но Ю Рім                                             | 2:13                                                 |
| 17.                                                  | «싸이코계의 샛별»                                    | Лі Ру Рі                                             | 1:59                                                 |
| 18.                                                  | «황당한 만남»                                        | Лі Юн Джі                                            | 2:04                                                 |
| 19.                                                  | «‘구’남친 랩소디»                                    | Лі Ру Рі                                             | 1:48                                                 |
| 20.                                                  | «당신 거기에 있나요?»                                | Чон Се Рін                                           | 2:01                                                 |
| 21.                                                  | «마음의 말 Instrumental»                             | Кім Йон Чі                                           | 5:02                                                 |
| 22.                                                  | «마음 다해 사랑하는 일 Instrumental»                 | 담소네공방 (Тамсонеґонбан)                           | 3:45                                                 |

| Я — не робот (Original Television Soundtrack) Диск 2 | Я — не робот (Original Television Soundtrack) Диск 2 | Я — не робот (Original Television Soundtrack) Диск 2 | Я — не робот (Original Television Soundtrack) Диск 2 |
| #                                                    | Назва                                                | Виконавець                                           | Тривалість                                           |
| ---------------------------------------------------- | ---------------------------------------------------- | ---------------------------------------------------- | ---------------------------------------------------- |
| 1.                                                   | «A Mysterious Journey»                               | Чон Се Рін                                           | 2:37                                                 |
| 2.                                                   | «사랑 받고 싶은 아이»                                | Чон Се Рін                                           | 3:01                                                 |
| 3.                                                   | «산타마리아 연구소»                                  | Лі Юн Джі                                            | 2:00                                                 |
| 4.                                                   | «뎀~»                                                | Ку Бон Чхун                                          | 1:43                                                 |
| 5.                                                   | «알프스와 마이애미»                                  | Кім Хьон Джу                                         | 2:15                                                 |
| 6.                                                   | «곰팡이 홍백균»                                      | Чу Ін Ро                                             | 2:01                                                 |
| 7.                                                   | «성 안, 외로운 소년»                                 | Чон Се Рін                                           | 2:48                                                 |
| 8.                                                   | «친구 모드»                                          | Лі Юн Джі                                            | 2:02                                                 |
| 9.                                                   | «꿈 속, 외로운 소녀»                                 | Чон Се Рін                                           | 1:39                                                 |
| 10.                                                  | «사랑합니다, 주인님»                                 | Лі Ру Рі                                             | 1:58                                                 |
| 11.                                                  | «몰래 온 손님»                                       | Кім Хьон Джу                                         | 1:54                                                 |
| 12.                                                  | «그게 그러니까..»                                    | Кім Чон Ван                                          | 1:31                                                 |
| 13.                                                  | «이상한 로봇»                                        | Кім Хьон До                                          | 1:22                                                 |
| 14.                                                  | «입력 오류입니다.»                                   | Кім Є Соль                                           | 2:01                                                 |
| 15.                                                  | «데이터 완벽 분석»                                   | Ку Бон Чхун                                          | 1:39                                                 |
| 16.                                                  | «Energi-A»                                           | Чон Се Рін                                           | 1:49                                                 |
| 17.                                                  | «안드로이드 인간»                                    | Но Ю Рім                                             | 1:06                                                 |
| 18.                                                  | «뒤틀린 관계»                                        | Кім Хьон Джу                                         | 1:52                                                 |
| 19.                                                  | «사람과 사람사이»                                    | Лі Юн Джі                                            | 1:26                                                 |
| 20.                                                  | «어릴적 아버지»                                      | Ку Бон Чхун                                          | 2:27                                                 |
| 21.                                                  | «마담X»                                              | Лі Ру Рі                                             | 1:54                                                 |
| 22.                                                  | «잊고 싶었던 순간»                                   | Лі Юн Джі                                            | 1:42                                                 |
| 23.                                                  | «36.5도의 온기»                                      | Лі Ру Рі                                             | 2:43                                                 |
| 24.                                                  | «우리의 시간»                                        | Чон Се Джін                                          | 1:16                                                 |
| 25.                                                  | «우정과 권력»                                        | Но Ю Рім                                             | 2:09                                                 |
| 26.                                                  | «리셋»                                               | Лі Юн Джі                                            | 2:57                                                 |
| 27.                                                  | «내 안의 혁명»                                       | Кім Хьон До                                          | 2:28                                                 |
| 28.                                                  | «천천히할래 Instrumental»                            | Vincent Blue                                         | 4:03                                                 |
| 29.                                                  | «여기서있어 Instrumental»                            | JUNIEL                                               | 4:05                                                 |

### Альбом частинами
| 로봇이 아니야, Pt. 1 Original Television Soundtrack | 로봇이 아니야, Pt. 1 Original Television Soundtrack | 로봇이 아니야, Pt. 1 Original Television Soundtrack | 로봇이 아니야, Pt. 1 Original Television Soundtrack |
| #                                                   | Назва                                               | Виконавець                                          | Тривалість                                          |
| --------------------------------------------------- | --------------------------------------------------- | --------------------------------------------------- | --------------------------------------------------- |
| 1.                                                  | «Something»                                         | Сон Хун                                             | 3:18                                                |
| 2.                                                  | «Something — Instrumental»                          | Сон Хун                                             | 3:18                                                |

| 로봇이 아니야, Pt. 2 Original Television Soundtrack | 로봇이 아니야, Pt. 2 Original Television Soundtrack | 로봇이 아니야, Pt. 2 Original Television Soundtrack | 로봇이 아니야, Pt. 2 Original Television Soundtrack |
| #                                                   | Назва                                               | Виконавець                                          | Тривалість                                          |
| --------------------------------------------------- | --------------------------------------------------- | --------------------------------------------------- | --------------------------------------------------- |
| 1.                                                  | «Would You Love Me?»                                | Стелла Чан                                          | 3:36                                                |
| 2.                                                  | «Would You Love Me? — Instrumental»                 | Стелла Чан                                          | 3:36                                                |

| 로봇이 아니야, Pt. 3 Original Television Soundtrack | 로봇이 아니야, Pt. 3 Original Television Soundtrack | 로봇이 아니야, Pt. 3 Original Television Soundtrack | 로봇이 아니야, Pt. 3 Original Television Soundtrack |
| #                                                   | Назва                                               | Виконавець                                          | Тривалість                                          |
| --------------------------------------------------- | --------------------------------------------------- | --------------------------------------------------- | --------------------------------------------------- |
| 1.                                                  | «마음의 말»                                         | Кім Йон Чі                                          | 5:02                                                |
| 2.                                                  | «마음의 말 — Instrumental»                          | Кім Йон Чі                                          | 5:02                                                |

| 로봇이 아니야, Pt. 4 Original Television Soundtrack | 로봇이 아니야, Pt. 4 Original Television Soundtrack | 로봇이 아니야, Pt. 4 Original Television Soundtrack | 로봇이 아니야, Pt. 4 Original Television Soundtrack |
| #                                                   | Назва                                               | Виконавець                                          | Тривалість                                          |
| --------------------------------------------------- | --------------------------------------------------- | --------------------------------------------------- | --------------------------------------------------- |
| 1.                                                  | «마음 대해 사랑하는 일»                             | 담소네공방 (Тамсонеґонбан)                          | 3:45                                                |
| 2.                                                  | «마음 대해 사랑하는 일 — Instrumental»              | 담소네공방 (Тамсонеґонбан)                          | 3:45                                                |

| 로봇이 아니야, Pt. 5 Original Television Soundtrack | 로봇이 아니야, Pt. 5 Original Television Soundtrack | 로봇이 아니야, Pt. 5 Original Television Soundtrack | 로봇이 아니야, Pt. 5 Original Television Soundtrack |
| #                                                   | Назва                                               | Виконавець                                          | Тривалість                                          |
| --------------------------------------------------- | --------------------------------------------------- | --------------------------------------------------- | --------------------------------------------------- |
| 1.                                                  | «여기 서 있어»                                      | JUNIEL                                              | 4:05                                                |
| 2.                                                  | «여기 서 있어 — Instrumental»                       | JUNIEL                                              | 4:05                                                |

| 로봇이 아니야, Pt. 6 Original Television Soundtrack | 로봇이 아니야, Pt. 6 Original Television Soundtrack | 로봇이 아니야, Pt. 6 Original Television Soundtrack | 로봇이 아니야, Pt. 6 Original Television Soundtrack |
| #                                                   | Назва                                               | Виконавець                                          | Тривалість                                          |
| --------------------------------------------------- | --------------------------------------------------- | --------------------------------------------------- | --------------------------------------------------- |
| 1.                                                  | «천천히 할래»                                       | Vincent Blue                                        | 4:03                                                |
| 2.                                                  | «천천히 할래 — Instrumental»                        | Vincent Blue                                        | 4:03                                                |

| 로봇이 아니야, Pt. 7 Original Television Soundtrack | 로봇이 아니야, Pt. 7 Original Television Soundtrack | 로봇이 아니야, Pt. 7 Original Television Soundtrack | 로봇이 아니야, Pt. 7 Original Television Soundtrack |
| #                                                   | Назва                                               | Виконавець                                          | Тривалість                                          |
| --------------------------------------------------- | --------------------------------------------------- | --------------------------------------------------- | --------------------------------------------------- |
| 1.                                                  | «천 번을 말해도»                                    | 더 히든 (The Hidden)                                | 4:17                                                |
| 2.                                                  | «천 번을 말해도 — Instrumental»                     | 더 히든 (The Hidden)                                | 4:17                                                |

## Рейтинги
Найнижчі рейтинги позначені синім кольором, а найвищі — червоним кольором.
| Номер # | Дата показу    | Середнє значення кількості переглядів | Середнє значення кількості переглядів | Середнє значення кількості переглядів | Середнє значення кількості переглядів |
| Номер # | Дата показу    | TNMS Ratings                          | TNMS Ratings                          | AGB Nielsen                           | AGB Nielsen                           |
| Номер # | Дата показу    | Загальнонаціональні                   | Сеул                                  | Загальнонаціональні                   | Сеул                                  |
| ------- | -------------- | ------------------------------------- | ------------------------------------- | ------------------------------------- | ------------------------------------- |
| 1       | 6 грудня 2017  | 4.0 %                                 | 4.4 %                                 | 4.1 %                                 | 4.5 %                                 |
| 2       | 6 грудня 2017  | 4.3 %                                 | 5.1 %                                 | 4.5 %                                 | 5.3 %                                 |
| 3       | 7 грудня 2017  | 3.0 %                                 | 3.9 %                                 | 3.0 %                                 | 3.6 %                                 |
| 4       | 7 грудня 2017  | 3.4 %                                 | 4.0 %                                 | 3.1 %                                 | 3.7 %                                 |
| 5       | 13 грудня 2017 | 3.0 %                                 | 3.4 %                                 | 2.8 %                                 | 3.2 %                                 |
| 6       | 13 грудня 2017 | 3.4 %                                 | 3.7 %                                 | 3.1 %                                 | 3.4 %                                 |
| 7       | 14 грудня 2017 | 4.3 %                                 | 5.1 %                                 | 2.9 %                                 | 3.7 %                                 |
| 8       | 14 грудня 2017 | 4.8 %                                 | 5.5 %                                 | 3.4 %                                 | 4.0 %                                 |
| 9       | 20 грудня 2017 | 3.4 %                                 | 4.1 %                                 | 2.6 %                                 | 3.3 %                                 |
| 10      | 20 грудня 2017 | 4.5 %                                 | 3.9 %                                 | 3.3 %                                 | 3.8 %                                 |
| 11      | 21 грудня 2017 | 2.7 %                                 | 3.1 %                                 | 2.6 %                                 | 3.0 %                                 |
| 12      | 21 грудня 2017 | 3.3 %                                 | 4.2 %                                 | 3.2 %                                 | 4.1 %                                 |
| 13      | 27 грудня 2017 | 3.1 %                                 | 3.2 %                                 | 2.4 %                                 | 2.5 %                                 |
| 14      | 27 грудня 2017 | 3.7 %                                 | 3.9 %                                 | 2.7 %                                 | 2.8 %                                 |
| 15      | 28 грудня 2017 | 3.1 %                                 | 3.7 %                                 | 2.8 %                                 | 3.4 %                                 |
| 16      | 28 грудня 2017 | 3.3 %                                 | 3.8 %                                 | 3.1 %                                 | 3.6 %                                 |
| 17      | 3 січня 2018   | 3.3 %                                 | 3.4 %                                 | 3.3 %                                 | 3.5 %                                 |
| 18      | 3 січня 2018   | 3.9 %                                 | 4.2 %                                 | 3.6 %                                 | 3.9 %                                 |
| 19      | 4 січня 2018   | 3.3 %                                 | 3.9 %                                 | 2.5 %                                 | 3.9 %                                 |
| 20      | 4 січня 2018   | 3.8 %                                 | 4.0 %                                 | 3.5 %                                 | 3.7 %                                 |
| 21      | 10 січня 2018  | 3.9 %                                 | 4.5 %                                 | 3.0 %                                 | 3.6 %                                 |
| 22      | 10 січня 2018  | 4.5 %                                 | 4.8 %                                 | 4.0 %                                 | 4.3 %                                 |
| 23      | 11 січня 2018  | 3.3 %                                 | 3.8 %                                 | 2.9 %                                 | 3.4 %                                 |
| 24      | 11 січня 2018  | 3.8 %                                 | 4.0 %                                 | 3.9 %                                 | 4.1 %                                 |
| 25      | 17 січня 2018  | 3.9 %                                 | 4.4 %                                 | 3.0 %                                 | 3.5 %                                 |
| 26      | 17 січня 2018  | 4.4 %                                 | 4.8 %                                 | 3.6 %                                 | 4.0 %                                 |
| 27      | 18 січня 2018  | 3.2 %                                 | 4.1 %                                 | 2.5 %                                 | 3.4 %                                 |
| 28      | 18 січня 2018  | 3.6 %                                 | 4.3 %                                 | 3.2 %                                 | 3.9 %                                 |
| 29      | 24 січня 2018  | 3.2 %                                 | 3.5 %                                 | 3.9 %                                 | 4.2 %                                 |
| 30      | 24 січня 2018  | 3.7 %                                 | 3.9 %                                 | 4.3 %                                 | 4.5 %                                 |
| 31      | 25 січня 2018  | 3.3 %                                 | 3.6 %                                 | 3.1 %                                 | 3.4 %                                 |
| 32      | 25 січня 2018  | 3.9 %                                 | 4.1 %                                 | 3.4 %                                 | 3.6 %                                 |
| Середнє | Середнє        | 3.6 %                                 | 4.1 %                                 | 3.2 %                                 | 3.7 %                                 |

## Міжнародний показ
- Філіппіни — ABS-CBN (з 5 березня 2018 року)[24]